# Cornelio (nombre)
Cornelio es un nombre propio masculino de origen latino en su variante en español este nombre es una derivación del nomen (gens o apellido actual) latino/Romano del nominativo singular masculino  Cornelius que proviene del latín cornu (cuerno), ya que ser un "hombre de cuerno" era, en sentido figurado, una aspiración de los antiguos guerreros, al suponer que esta forma hace invulnerable a las flechas.
El nombre Cornelio se difundió como muchos otros en la Edad Media por influencia del Santoral católico con relación a fechas de santos, como san Cornelio o Cornelio el Centurión, ambos de nomen Cornelius en latín y relacionados con la Gens Cornelia, así como la influencia cultural que alcanzaron sus integrantes en la antigua Roma, destacando la gens Cornelia como la más extendida entre cónsules, magistrados y generales; a esta pertenecieron los Escipiones entre muchas otras ramas.

## Santoral
- 16 de septiembre: San Cornelio (papa).
- 20 de octubre: San Cornelio el centurión.

## Variantes
- Femenino: Cornelia.

### Variantes en otros idiomas
| Variantes en otras lenguas | Variantes en otras lenguas                  |
| -------------------------- | ------------------------------------------- |
| Español                    | Cornelio / Cornejo / Corneyo                |
| Alemán                     | Cornelius                                   |
| Aragonés                   | Cornel                                      |
| Asturiano                  | Corneliu                                    |
| Bretón                     | Korneli                                     |
| Búlgaro                    | Корнелий (Kornelij)                         |
| Catalán                    | Corneli                                     |
| Checo                      | Kornélius                                   |
| Croata                     | Kornelije                                   |
| Danés                      | Cornelius                                   |
| Esperanto                  | Kornelio                                    |
| Estonio                    | Korneelius                                  |
| Euskera                    | Korneli                                     |
| Finlandés                  | Cornelius                                   |
| Francés                    | Corneille                                   |
| Gallego                    | Cornelio / Corneio                          |
| Georgiano                  | კორნელიუსი (Korneliusi)                     |
| Griego                     | Κορνήλιος (Kornélios)                       |
| Holandés                   | Cornelius                                   |
| Húngaro                    | Kornél                                      |
| Inglés                     | Cornelius / Cornell / Connelly / Cornualles |
| Islandés                   | Kornelíus                                   |
| Italiano                   | Cornelio / Corneli / Corniglio / Corniglia  |
| Latín                      | Cornelius                                   |
| Letón                      | Kornēlijs                                   |
| Lituano                    | Kornelijus                                  |
| Noruego                    | Kornelius                                   |
| Polaco                     | Korneliusz                                  |
| Portugués                  | Cornélio                                    |
| Rumano                     | Corneliu                                    |
| Ruso                       | Корнелий (Kornelij)                         |
| Sardo                      | Cornèliu                                    |
| Serbio                     | Корнелије (Kornelije)                       |
| Sueco                      | Cornelius                                   |
| Ucraniano                  | Корнелій (Kornelij)                         |